# Говарда тема
Те́ма Го́варда — тема в шаховій композиції. Суть теми — на першому ході біла лінійна зв'язана фігура, рухаючись по лінії зв'язки, розв'язує чорну фігуру, яка в тематичних варіантах розв'язує зв'язану білу фігуру, і та матує.

## Історія
Ідею запропонував на початку ХХ століття американський шаховий композитор Кеннет Самуель Говард (12.04.1882 — 20.07.1972).
В початковій позиції тематичні біла і чорна фігури зв'язані. Біла фігура робить вступний хід по лінії своєї зв'язки і виникає загроза, але й розв'язується чорна фігура. При захистах чорні в тематичних варіантах розв'язують білу зв'язану фігуру, яка щойно розв'язала тематичну чорну, і виникають мати вже розв'язаною фігурою білих.
Ідея дістала назву — тема Говарда. Складовою теми Говарда є тема Пелле.
|   | a | b | c | d | e | f | g | h |   |
| 8 | a8 білий король · a7 білий кінь · c7 чорний пішак · d7 чорний слон · f7 білий ферзь · h7 чорний пішак · c6 білий слон · e6 біла тура · e5 білий слон · c4 чорний король · f4 чорний кінь · g4 біла тура · a3 білий пішак · b3 білий кінь · c2 білий пішак · f2 чорна тура · h1 чорний ферзь | a8 білий король · a7 білий кінь · c7 чорний пішак · d7 чорний слон · f7 білий ферзь · h7 чорний пішак · c6 білий слон · e6 біла тура · e5 білий слон · c4 чорний король · f4 чорний кінь · g4 біла тура · a3 білий пішак · b3 білий кінь · c2 білий пішак · f2 чорна тура · h1 чорний ферзь | a8 білий король · a7 білий кінь · c7 чорний пішак · d7 чорний слон · f7 білий ферзь · h7 чорний пішак · c6 білий слон · e6 біла тура · e5 білий слон · c4 чорний король · f4 чорний кінь · g4 біла тура · a3 білий пішак · b3 білий кінь · c2 білий пішак · f2 чорна тура · h1 чорний ферзь | a8 білий король · a7 білий кінь · c7 чорний пішак · d7 чорний слон · f7 білий ферзь · h7 чорний пішак · c6 білий слон · e6 біла тура · e5 білий слон · c4 чорний король · f4 чорний кінь · g4 біла тура · a3 білий пішак · b3 білий кінь · c2 білий пішак · f2 чорна тура · h1 чорний ферзь | a8 білий король · a7 білий кінь · c7 чорний пішак · d7 чорний слон · f7 білий ферзь · h7 чорний пішак · c6 білий слон · e6 біла тура · e5 білий слон · c4 чорний король · f4 чорний кінь · g4 біла тура · a3 білий пішак · b3 білий кінь · c2 білий пішак · f2 чорна тура · h1 чорний ферзь | a8 білий король · a7 білий кінь · c7 чорний пішак · d7 чорний слон · f7 білий ферзь · h7 чорний пішак · c6 білий слон · e6 біла тура · e5 білий слон · c4 чорний король · f4 чорний кінь · g4 біла тура · a3 білий пішак · b3 білий кінь · c2 білий пішак · f2 чорна тура · h1 чорний ферзь | a8 білий король · a7 білий кінь · c7 чорний пішак · d7 чорний слон · f7 білий ферзь · h7 чорний пішак · c6 білий слон · e6 біла тура · e5 білий слон · c4 чорний король · f4 чорний кінь · g4 біла тура · a3 білий пішак · b3 білий кінь · c2 білий пішак · f2 чорна тура · h1 чорний ферзь | a8 білий король · a7 білий кінь · c7 чорний пішак · d7 чорний слон · f7 білий ферзь · h7 чорний пішак · c6 білий слон · e6 біла тура · e5 білий слон · c4 чорний король · f4 чорний кінь · g4 біла тура · a3 білий пішак · b3 білий кінь · c2 білий пішак · f2 чорна тура · h1 чорний ферзь | 8 |
| 7 | a8 білий король · a7 білий кінь · c7 чорний пішак · d7 чорний слон · f7 білий ферзь · h7 чорний пішак · c6 білий слон · e6 біла тура · e5 білий слон · c4 чорний король · f4 чорний кінь · g4 біла тура · a3 білий пішак · b3 білий кінь · c2 білий пішак · f2 чорна тура · h1 чорний ферзь | a8 білий король · a7 білий кінь · c7 чорний пішак · d7 чорний слон · f7 білий ферзь · h7 чорний пішак · c6 білий слон · e6 біла тура · e5 білий слон · c4 чорний король · f4 чорний кінь · g4 біла тура · a3 білий пішак · b3 білий кінь · c2 білий пішак · f2 чорна тура · h1 чорний ферзь | a8 білий король · a7 білий кінь · c7 чорний пішак · d7 чорний слон · f7 білий ферзь · h7 чорний пішак · c6 білий слон · e6 біла тура · e5 білий слон · c4 чорний король · f4 чорний кінь · g4 біла тура · a3 білий пішак · b3 білий кінь · c2 білий пішак · f2 чорна тура · h1 чорний ферзь | a8 білий король · a7 білий кінь · c7 чорний пішак · d7 чорний слон · f7 білий ферзь · h7 чорний пішак · c6 білий слон · e6 біла тура · e5 білий слон · c4 чорний король · f4 чорний кінь · g4 біла тура · a3 білий пішак · b3 білий кінь · c2 білий пішак · f2 чорна тура · h1 чорний ферзь | a8 білий король · a7 білий кінь · c7 чорний пішак · d7 чорний слон · f7 білий ферзь · h7 чорний пішак · c6 білий слон · e6 біла тура · e5 білий слон · c4 чорний король · f4 чорний кінь · g4 біла тура · a3 білий пішак · b3 білий кінь · c2 білий пішак · f2 чорна тура · h1 чорний ферзь | a8 білий король · a7 білий кінь · c7 чорний пішак · d7 чорний слон · f7 білий ферзь · h7 чорний пішак · c6 білий слон · e6 біла тура · e5 білий слон · c4 чорний король · f4 чорний кінь · g4 біла тура · a3 білий пішак · b3 білий кінь · c2 білий пішак · f2 чорна тура · h1 чорний ферзь | a8 білий король · a7 білий кінь · c7 чорний пішак · d7 чорний слон · f7 білий ферзь · h7 чорний пішак · c6 білий слон · e6 біла тура · e5 білий слон · c4 чорний король · f4 чорний кінь · g4 біла тура · a3 білий пішак · b3 білий кінь · c2 білий пішак · f2 чорна тура · h1 чорний ферзь | a8 білий король · a7 білий кінь · c7 чорний пішак · d7 чорний слон · f7 білий ферзь · h7 чорний пішак · c6 білий слон · e6 біла тура · e5 білий слон · c4 чорний король · f4 чорний кінь · g4 біла тура · a3 білий пішак · b3 білий кінь · c2 білий пішак · f2 чорна тура · h1 чорний ферзь | 7 |
| 6 | a8 білий король · a7 білий кінь · c7 чорний пішак · d7 чорний слон · f7 білий ферзь · h7 чорний пішак · c6 білий слон · e6 біла тура · e5 білий слон · c4 чорний король · f4 чорний кінь · g4 біла тура · a3 білий пішак · b3 білий кінь · c2 білий пішак · f2 чорна тура · h1 чорний ферзь | a8 білий король · a7 білий кінь · c7 чорний пішак · d7 чорний слон · f7 білий ферзь · h7 чорний пішак · c6 білий слон · e6 біла тура · e5 білий слон · c4 чорний король · f4 чорний кінь · g4 біла тура · a3 білий пішак · b3 білий кінь · c2 білий пішак · f2 чорна тура · h1 чорний ферзь | a8 білий король · a7 білий кінь · c7 чорний пішак · d7 чорний слон · f7 білий ферзь · h7 чорний пішак · c6 білий слон · e6 біла тура · e5 білий слон · c4 чорний король · f4 чорний кінь · g4 біла тура · a3 білий пішак · b3 білий кінь · c2 білий пішак · f2 чорна тура · h1 чорний ферзь | a8 білий король · a7 білий кінь · c7 чорний пішак · d7 чорний слон · f7 білий ферзь · h7 чорний пішак · c6 білий слон · e6 біла тура · e5 білий слон · c4 чорний король · f4 чорний кінь · g4 біла тура · a3 білий пішак · b3 білий кінь · c2 білий пішак · f2 чорна тура · h1 чорний ферзь | a8 білий король · a7 білий кінь · c7 чорний пішак · d7 чорний слон · f7 білий ферзь · h7 чорний пішак · c6 білий слон · e6 біла тура · e5 білий слон · c4 чорний король · f4 чорний кінь · g4 біла тура · a3 білий пішак · b3 білий кінь · c2 білий пішак · f2 чорна тура · h1 чорний ферзь | a8 білий король · a7 білий кінь · c7 чорний пішак · d7 чорний слон · f7 білий ферзь · h7 чорний пішак · c6 білий слон · e6 біла тура · e5 білий слон · c4 чорний король · f4 чорний кінь · g4 біла тура · a3 білий пішак · b3 білий кінь · c2 білий пішак · f2 чорна тура · h1 чорний ферзь | a8 білий король · a7 білий кінь · c7 чорний пішак · d7 чорний слон · f7 білий ферзь · h7 чорний пішак · c6 білий слон · e6 біла тура · e5 білий слон · c4 чорний король · f4 чорний кінь · g4 біла тура · a3 білий пішак · b3 білий кінь · c2 білий пішак · f2 чорна тура · h1 чорний ферзь | a8 білий король · a7 білий кінь · c7 чорний пішак · d7 чорний слон · f7 білий ферзь · h7 чорний пішак · c6 білий слон · e6 біла тура · e5 білий слон · c4 чорний король · f4 чорний кінь · g4 біла тура · a3 білий пішак · b3 білий кінь · c2 білий пішак · f2 чорна тура · h1 чорний ферзь | 6 |
| 5 | a8 білий король · a7 білий кінь · c7 чорний пішак · d7 чорний слон · f7 білий ферзь · h7 чорний пішак · c6 білий слон · e6 біла тура · e5 білий слон · c4 чорний король · f4 чорний кінь · g4 біла тура · a3 білий пішак · b3 білий кінь · c2 білий пішак · f2 чорна тура · h1 чорний ферзь | a8 білий король · a7 білий кінь · c7 чорний пішак · d7 чорний слон · f7 білий ферзь · h7 чорний пішак · c6 білий слон · e6 біла тура · e5 білий слон · c4 чорний король · f4 чорний кінь · g4 біла тура · a3 білий пішак · b3 білий кінь · c2 білий пішак · f2 чорна тура · h1 чорний ферзь | a8 білий король · a7 білий кінь · c7 чорний пішак · d7 чорний слон · f7 білий ферзь · h7 чорний пішак · c6 білий слон · e6 біла тура · e5 білий слон · c4 чорний король · f4 чорний кінь · g4 біла тура · a3 білий пішак · b3 білий кінь · c2 білий пішак · f2 чорна тура · h1 чорний ферзь | a8 білий король · a7 білий кінь · c7 чорний пішак · d7 чорний слон · f7 білий ферзь · h7 чорний пішак · c6 білий слон · e6 біла тура · e5 білий слон · c4 чорний король · f4 чорний кінь · g4 біла тура · a3 білий пішак · b3 білий кінь · c2 білий пішак · f2 чорна тура · h1 чорний ферзь | a8 білий король · a7 білий кінь · c7 чорний пішак · d7 чорний слон · f7 білий ферзь · h7 чорний пішак · c6 білий слон · e6 біла тура · e5 білий слон · c4 чорний король · f4 чорний кінь · g4 біла тура · a3 білий пішак · b3 білий кінь · c2 білий пішак · f2 чорна тура · h1 чорний ферзь | a8 білий король · a7 білий кінь · c7 чорний пішак · d7 чорний слон · f7 білий ферзь · h7 чорний пішак · c6 білий слон · e6 біла тура · e5 білий слон · c4 чорний король · f4 чорний кінь · g4 біла тура · a3 білий пішак · b3 білий кінь · c2 білий пішак · f2 чорна тура · h1 чорний ферзь | a8 білий король · a7 білий кінь · c7 чорний пішак · d7 чорний слон · f7 білий ферзь · h7 чорний пішак · c6 білий слон · e6 біла тура · e5 білий слон · c4 чорний король · f4 чорний кінь · g4 біла тура · a3 білий пішак · b3 білий кінь · c2 білий пішак · f2 чорна тура · h1 чорний ферзь | a8 білий король · a7 білий кінь · c7 чорний пішак · d7 чорний слон · f7 білий ферзь · h7 чорний пішак · c6 білий слон · e6 біла тура · e5 білий слон · c4 чорний король · f4 чорний кінь · g4 біла тура · a3 білий пішак · b3 білий кінь · c2 білий пішак · f2 чорна тура · h1 чорний ферзь | 5 |
| 4 | a8 білий король · a7 білий кінь · c7 чорний пішак · d7 чорний слон · f7 білий ферзь · h7 чорний пішак · c6 білий слон · e6 біла тура · e5 білий слон · c4 чорний король · f4 чорний кінь · g4 біла тура · a3 білий пішак · b3 білий кінь · c2 білий пішак · f2 чорна тура · h1 чорний ферзь | a8 білий король · a7 білий кінь · c7 чорний пішак · d7 чорний слон · f7 білий ферзь · h7 чорний пішак · c6 білий слон · e6 біла тура · e5 білий слон · c4 чорний король · f4 чорний кінь · g4 біла тура · a3 білий пішак · b3 білий кінь · c2 білий пішак · f2 чорна тура · h1 чорний ферзь | a8 білий король · a7 білий кінь · c7 чорний пішак · d7 чорний слон · f7 білий ферзь · h7 чорний пішак · c6 білий слон · e6 біла тура · e5 білий слон · c4 чорний король · f4 чорний кінь · g4 біла тура · a3 білий пішак · b3 білий кінь · c2 білий пішак · f2 чорна тура · h1 чорний ферзь | a8 білий король · a7 білий кінь · c7 чорний пішак · d7 чорний слон · f7 білий ферзь · h7 чорний пішак · c6 білий слон · e6 біла тура · e5 білий слон · c4 чорний король · f4 чорний кінь · g4 біла тура · a3 білий пішак · b3 білий кінь · c2 білий пішак · f2 чорна тура · h1 чорний ферзь | a8 білий король · a7 білий кінь · c7 чорний пішак · d7 чорний слон · f7 білий ферзь · h7 чорний пішак · c6 білий слон · e6 біла тура · e5 білий слон · c4 чорний король · f4 чорний кінь · g4 біла тура · a3 білий пішак · b3 білий кінь · c2 білий пішак · f2 чорна тура · h1 чорний ферзь | a8 білий король · a7 білий кінь · c7 чорний пішак · d7 чорний слон · f7 білий ферзь · h7 чорний пішак · c6 білий слон · e6 біла тура · e5 білий слон · c4 чорний король · f4 чорний кінь · g4 біла тура · a3 білий пішак · b3 білий кінь · c2 білий пішак · f2 чорна тура · h1 чорний ферзь | a8 білий король · a7 білий кінь · c7 чорний пішак · d7 чорний слон · f7 білий ферзь · h7 чорний пішак · c6 білий слон · e6 біла тура · e5 білий слон · c4 чорний король · f4 чорний кінь · g4 біла тура · a3 білий пішак · b3 білий кінь · c2 білий пішак · f2 чорна тура · h1 чорний ферзь | a8 білий король · a7 білий кінь · c7 чорний пішак · d7 чорний слон · f7 білий ферзь · h7 чорний пішак · c6 білий слон · e6 біла тура · e5 білий слон · c4 чорний король · f4 чорний кінь · g4 біла тура · a3 білий пішак · b3 білий кінь · c2 білий пішак · f2 чорна тура · h1 чорний ферзь | 4 |
| 3 | a8 білий король · a7 білий кінь · c7 чорний пішак · d7 чорний слон · f7 білий ферзь · h7 чорний пішак · c6 білий слон · e6 біла тура · e5 білий слон · c4 чорний король · f4 чорний кінь · g4 біла тура · a3 білий пішак · b3 білий кінь · c2 білий пішак · f2 чорна тура · h1 чорний ферзь | a8 білий король · a7 білий кінь · c7 чорний пішак · d7 чорний слон · f7 білий ферзь · h7 чорний пішак · c6 білий слон · e6 біла тура · e5 білий слон · c4 чорний король · f4 чорний кінь · g4 біла тура · a3 білий пішак · b3 білий кінь · c2 білий пішак · f2 чорна тура · h1 чорний ферзь | a8 білий король · a7 білий кінь · c7 чорний пішак · d7 чорний слон · f7 білий ферзь · h7 чорний пішак · c6 білий слон · e6 біла тура · e5 білий слон · c4 чорний король · f4 чорний кінь · g4 біла тура · a3 білий пішак · b3 білий кінь · c2 білий пішак · f2 чорна тура · h1 чорний ферзь | a8 білий король · a7 білий кінь · c7 чорний пішак · d7 чорний слон · f7 білий ферзь · h7 чорний пішак · c6 білий слон · e6 біла тура · e5 білий слон · c4 чорний король · f4 чорний кінь · g4 біла тура · a3 білий пішак · b3 білий кінь · c2 білий пішак · f2 чорна тура · h1 чорний ферзь | a8 білий король · a7 білий кінь · c7 чорний пішак · d7 чорний слон · f7 білий ферзь · h7 чорний пішак · c6 білий слон · e6 біла тура · e5 білий слон · c4 чорний король · f4 чорний кінь · g4 біла тура · a3 білий пішак · b3 білий кінь · c2 білий пішак · f2 чорна тура · h1 чорний ферзь | a8 білий король · a7 білий кінь · c7 чорний пішак · d7 чорний слон · f7 білий ферзь · h7 чорний пішак · c6 білий слон · e6 біла тура · e5 білий слон · c4 чорний король · f4 чорний кінь · g4 біла тура · a3 білий пішак · b3 білий кінь · c2 білий пішак · f2 чорна тура · h1 чорний ферзь | a8 білий король · a7 білий кінь · c7 чорний пішак · d7 чорний слон · f7 білий ферзь · h7 чорний пішак · c6 білий слон · e6 біла тура · e5 білий слон · c4 чорний король · f4 чорний кінь · g4 біла тура · a3 білий пішак · b3 білий кінь · c2 білий пішак · f2 чорна тура · h1 чорний ферзь | a8 білий король · a7 білий кінь · c7 чорний пішак · d7 чорний слон · f7 білий ферзь · h7 чорний пішак · c6 білий слон · e6 біла тура · e5 білий слон · c4 чорний король · f4 чорний кінь · g4 біла тура · a3 білий пішак · b3 білий кінь · c2 білий пішак · f2 чорна тура · h1 чорний ферзь | 3 |
| 2 | a8 білий король · a7 білий кінь · c7 чорний пішак · d7 чорний слон · f7 білий ферзь · h7 чорний пішак · c6 білий слон · e6 біла тура · e5 білий слон · c4 чорний король · f4 чорний кінь · g4 біла тура · a3 білий пішак · b3 білий кінь · c2 білий пішак · f2 чорна тура · h1 чорний ферзь | a8 білий король · a7 білий кінь · c7 чорний пішак · d7 чорний слон · f7 білий ферзь · h7 чорний пішак · c6 білий слон · e6 біла тура · e5 білий слон · c4 чорний король · f4 чорний кінь · g4 біла тура · a3 білий пішак · b3 білий кінь · c2 білий пішак · f2 чорна тура · h1 чорний ферзь | a8 білий король · a7 білий кінь · c7 чорний пішак · d7 чорний слон · f7 білий ферзь · h7 чорний пішак · c6 білий слон · e6 біла тура · e5 білий слон · c4 чорний король · f4 чорний кінь · g4 біла тура · a3 білий пішак · b3 білий кінь · c2 білий пішак · f2 чорна тура · h1 чорний ферзь | a8 білий король · a7 білий кінь · c7 чорний пішак · d7 чорний слон · f7 білий ферзь · h7 чорний пішак · c6 білий слон · e6 біла тура · e5 білий слон · c4 чорний король · f4 чорний кінь · g4 біла тура · a3 білий пішак · b3 білий кінь · c2 білий пішак · f2 чорна тура · h1 чорний ферзь | a8 білий король · a7 білий кінь · c7 чорний пішак · d7 чорний слон · f7 білий ферзь · h7 чорний пішак · c6 білий слон · e6 біла тура · e5 білий слон · c4 чорний король · f4 чорний кінь · g4 біла тура · a3 білий пішак · b3 білий кінь · c2 білий пішак · f2 чорна тура · h1 чорний ферзь | a8 білий король · a7 білий кінь · c7 чорний пішак · d7 чорний слон · f7 білий ферзь · h7 чорний пішак · c6 білий слон · e6 біла тура · e5 білий слон · c4 чорний король · f4 чорний кінь · g4 біла тура · a3 білий пішак · b3 білий кінь · c2 білий пішак · f2 чорна тура · h1 чорний ферзь | a8 білий король · a7 білий кінь · c7 чорний пішак · d7 чорний слон · f7 білий ферзь · h7 чорний пішак · c6 білий слон · e6 біла тура · e5 білий слон · c4 чорний король · f4 чорний кінь · g4 біла тура · a3 білий пішак · b3 білий кінь · c2 білий пішак · f2 чорна тура · h1 чорний ферзь | a8 білий король · a7 білий кінь · c7 чорний пішак · d7 чорний слон · f7 білий ферзь · h7 чорний пішак · c6 білий слон · e6 біла тура · e5 білий слон · c4 чорний король · f4 чорний кінь · g4 біла тура · a3 білий пішак · b3 білий кінь · c2 білий пішак · f2 чорна тура · h1 чорний ферзь | 2 |
| 1 | a8 білий король · a7 білий кінь · c7 чорний пішак · d7 чорний слон · f7 білий ферзь · h7 чорний пішак · c6 білий слон · e6 біла тура · e5 білий слон · c4 чорний король · f4 чорний кінь · g4 біла тура · a3 білий пішак · b3 білий кінь · c2 білий пішак · f2 чорна тура · h1 чорний ферзь | a8 білий король · a7 білий кінь · c7 чорний пішак · d7 чорний слон · f7 білий ферзь · h7 чорний пішак · c6 білий слон · e6 біла тура · e5 білий слон · c4 чорний король · f4 чорний кінь · g4 біла тура · a3 білий пішак · b3 білий кінь · c2 білий пішак · f2 чорна тура · h1 чорний ферзь | a8 білий король · a7 білий кінь · c7 чорний пішак · d7 чорний слон · f7 білий ферзь · h7 чорний пішак · c6 білий слон · e6 біла тура · e5 білий слон · c4 чорний король · f4 чорний кінь · g4 біла тура · a3 білий пішак · b3 білий кінь · c2 білий пішак · f2 чорна тура · h1 чорний ферзь | a8 білий король · a7 білий кінь · c7 чорний пішак · d7 чорний слон · f7 білий ферзь · h7 чорний пішак · c6 білий слон · e6 біла тура · e5 білий слон · c4 чорний король · f4 чорний кінь · g4 біла тура · a3 білий пішак · b3 білий кінь · c2 білий пішак · f2 чорна тура · h1 чорний ферзь | a8 білий король · a7 білий кінь · c7 чорний пішак · d7 чорний слон · f7 білий ферзь · h7 чорний пішак · c6 білий слон · e6 біла тура · e5 білий слон · c4 чорний король · f4 чорний кінь · g4 біла тура · a3 білий пішак · b3 білий кінь · c2 білий пішак · f2 чорна тура · h1 чорний ферзь | a8 білий король · a7 білий кінь · c7 чорний пішак · d7 чорний слон · f7 білий ферзь · h7 чорний пішак · c6 білий слон · e6 біла тура · e5 білий слон · c4 чорний король · f4 чорний кінь · g4 біла тура · a3 білий пішак · b3 білий кінь · c2 білий пішак · f2 чорна тура · h1 чорний ферзь | a8 білий король · a7 білий кінь · c7 чорний пішак · d7 чорний слон · f7 білий ферзь · h7 чорний пішак · c6 білий слон · e6 біла тура · e5 білий слон · c4 чорний король · f4 чорний кінь · g4 біла тура · a3 білий пішак · b3 білий кінь · c2 білий пішак · f2 чорна тура · h1 чорний ферзь | a8 білий король · a7 білий кінь · c7 чорний пішак · d7 чорний слон · f7 білий ферзь · h7 чорний пішак · c6 білий слон · e6 біла тура · e5 білий слон · c4 чорний король · f4 чорний кінь · g4 біла тура · a3 білий пішак · b3 білий кінь · c2 білий пішак · f2 чорна тура · h1 чорний ферзь | 1 |
|   | a | b | c | d | e | f | g | h |   |

FEN: K7/N1pb1Q1p/2B1R3/4B3/2k2nR1/PN6/2P2r2/7q
1. Be4! ~ 2. Rc6#
1. ... Sd5 2. Bd3#
- — - — - — -
1. ... Sxe6 2. Bf3#
1. ... c5     2. Sa5#
1. ... Bxe6 2, Qxc7#
Вступним ходом білий слон «с6», рухаючись по лінії зв'язки, створює загрозу мату, але при цьому розв'язується чорний кінь. Наступним ходом цей кінь намагається захистити від загрози, але при цьому розв'язується щойно зв'язаний слон, який наступним ходом оголошує мат чорному королю.
|   | a | b | c | d | e | f | g | h |   |
| 8 | b8 чорна тура · a7 білий слон · c7 біла тура · e7 біла тура · f7 чорний пішак · h7 чорний пішак · a6 чорний ферзь · b6 чорна тура · d6 білий ферзь · h6 білий король · d5 чорний слон · e5 білий пішак · b4 чорний кінь · c4 чорний пішак · d4 чорний король · c3 білий кінь · d2 білий пішак · e2 білий пішак | b8 чорна тура · a7 білий слон · c7 біла тура · e7 біла тура · f7 чорний пішак · h7 чорний пішак · a6 чорний ферзь · b6 чорна тура · d6 білий ферзь · h6 білий король · d5 чорний слон · e5 білий пішак · b4 чорний кінь · c4 чорний пішак · d4 чорний король · c3 білий кінь · d2 білий пішак · e2 білий пішак | b8 чорна тура · a7 білий слон · c7 біла тура · e7 біла тура · f7 чорний пішак · h7 чорний пішак · a6 чорний ферзь · b6 чорна тура · d6 білий ферзь · h6 білий король · d5 чорний слон · e5 білий пішак · b4 чорний кінь · c4 чорний пішак · d4 чорний король · c3 білий кінь · d2 білий пішак · e2 білий пішак | b8 чорна тура · a7 білий слон · c7 біла тура · e7 біла тура · f7 чорний пішак · h7 чорний пішак · a6 чорний ферзь · b6 чорна тура · d6 білий ферзь · h6 білий король · d5 чорний слон · e5 білий пішак · b4 чорний кінь · c4 чорний пішак · d4 чорний король · c3 білий кінь · d2 білий пішак · e2 білий пішак | b8 чорна тура · a7 білий слон · c7 біла тура · e7 біла тура · f7 чорний пішак · h7 чорний пішак · a6 чорний ферзь · b6 чорна тура · d6 білий ферзь · h6 білий король · d5 чорний слон · e5 білий пішак · b4 чорний кінь · c4 чорний пішак · d4 чорний король · c3 білий кінь · d2 білий пішак · e2 білий пішак | b8 чорна тура · a7 білий слон · c7 біла тура · e7 біла тура · f7 чорний пішак · h7 чорний пішак · a6 чорний ферзь · b6 чорна тура · d6 білий ферзь · h6 білий король · d5 чорний слон · e5 білий пішак · b4 чорний кінь · c4 чорний пішак · d4 чорний король · c3 білий кінь · d2 білий пішак · e2 білий пішак | b8 чорна тура · a7 білий слон · c7 біла тура · e7 біла тура · f7 чорний пішак · h7 чорний пішак · a6 чорний ферзь · b6 чорна тура · d6 білий ферзь · h6 білий король · d5 чорний слон · e5 білий пішак · b4 чорний кінь · c4 чорний пішак · d4 чорний король · c3 білий кінь · d2 білий пішак · e2 білий пішак | b8 чорна тура · a7 білий слон · c7 біла тура · e7 біла тура · f7 чорний пішак · h7 чорний пішак · a6 чорний ферзь · b6 чорна тура · d6 білий ферзь · h6 білий король · d5 чорний слон · e5 білий пішак · b4 чорний кінь · c4 чорний пішак · d4 чорний король · c3 білий кінь · d2 білий пішак · e2 білий пішак | 8 |
| 7 | b8 чорна тура · a7 білий слон · c7 біла тура · e7 біла тура · f7 чорний пішак · h7 чорний пішак · a6 чорний ферзь · b6 чорна тура · d6 білий ферзь · h6 білий король · d5 чорний слон · e5 білий пішак · b4 чорний кінь · c4 чорний пішак · d4 чорний король · c3 білий кінь · d2 білий пішак · e2 білий пішак | b8 чорна тура · a7 білий слон · c7 біла тура · e7 біла тура · f7 чорний пішак · h7 чорний пішак · a6 чорний ферзь · b6 чорна тура · d6 білий ферзь · h6 білий король · d5 чорний слон · e5 білий пішак · b4 чорний кінь · c4 чорний пішак · d4 чорний король · c3 білий кінь · d2 білий пішак · e2 білий пішак | b8 чорна тура · a7 білий слон · c7 біла тура · e7 біла тура · f7 чорний пішак · h7 чорний пішак · a6 чорний ферзь · b6 чорна тура · d6 білий ферзь · h6 білий король · d5 чорний слон · e5 білий пішак · b4 чорний кінь · c4 чорний пішак · d4 чорний король · c3 білий кінь · d2 білий пішак · e2 білий пішак | b8 чорна тура · a7 білий слон · c7 біла тура · e7 біла тура · f7 чорний пішак · h7 чорний пішак · a6 чорний ферзь · b6 чорна тура · d6 білий ферзь · h6 білий король · d5 чорний слон · e5 білий пішак · b4 чорний кінь · c4 чорний пішак · d4 чорний король · c3 білий кінь · d2 білий пішак · e2 білий пішак | b8 чорна тура · a7 білий слон · c7 біла тура · e7 біла тура · f7 чорний пішак · h7 чорний пішак · a6 чорний ферзь · b6 чорна тура · d6 білий ферзь · h6 білий король · d5 чорний слон · e5 білий пішак · b4 чорний кінь · c4 чорний пішак · d4 чорний король · c3 білий кінь · d2 білий пішак · e2 білий пішак | b8 чорна тура · a7 білий слон · c7 біла тура · e7 біла тура · f7 чорний пішак · h7 чорний пішак · a6 чорний ферзь · b6 чорна тура · d6 білий ферзь · h6 білий король · d5 чорний слон · e5 білий пішак · b4 чорний кінь · c4 чорний пішак · d4 чорний король · c3 білий кінь · d2 білий пішак · e2 білий пішак | b8 чорна тура · a7 білий слон · c7 біла тура · e7 біла тура · f7 чорний пішак · h7 чорний пішак · a6 чорний ферзь · b6 чорна тура · d6 білий ферзь · h6 білий король · d5 чорний слон · e5 білий пішак · b4 чорний кінь · c4 чорний пішак · d4 чорний король · c3 білий кінь · d2 білий пішак · e2 білий пішак | b8 чорна тура · a7 білий слон · c7 біла тура · e7 біла тура · f7 чорний пішак · h7 чорний пішак · a6 чорний ферзь · b6 чорна тура · d6 білий ферзь · h6 білий король · d5 чорний слон · e5 білий пішак · b4 чорний кінь · c4 чорний пішак · d4 чорний король · c3 білий кінь · d2 білий пішак · e2 білий пішак | 7 |
| 6 | b8 чорна тура · a7 білий слон · c7 біла тура · e7 біла тура · f7 чорний пішак · h7 чорний пішак · a6 чорний ферзь · b6 чорна тура · d6 білий ферзь · h6 білий король · d5 чорний слон · e5 білий пішак · b4 чорний кінь · c4 чорний пішак · d4 чорний король · c3 білий кінь · d2 білий пішак · e2 білий пішак | b8 чорна тура · a7 білий слон · c7 біла тура · e7 біла тура · f7 чорний пішак · h7 чорний пішак · a6 чорний ферзь · b6 чорна тура · d6 білий ферзь · h6 білий король · d5 чорний слон · e5 білий пішак · b4 чорний кінь · c4 чорний пішак · d4 чорний король · c3 білий кінь · d2 білий пішак · e2 білий пішак | b8 чорна тура · a7 білий слон · c7 біла тура · e7 біла тура · f7 чорний пішак · h7 чорний пішак · a6 чорний ферзь · b6 чорна тура · d6 білий ферзь · h6 білий король · d5 чорний слон · e5 білий пішак · b4 чорний кінь · c4 чорний пішак · d4 чорний король · c3 білий кінь · d2 білий пішак · e2 білий пішак | b8 чорна тура · a7 білий слон · c7 біла тура · e7 біла тура · f7 чорний пішак · h7 чорний пішак · a6 чорний ферзь · b6 чорна тура · d6 білий ферзь · h6 білий король · d5 чорний слон · e5 білий пішак · b4 чорний кінь · c4 чорний пішак · d4 чорний король · c3 білий кінь · d2 білий пішак · e2 білий пішак | b8 чорна тура · a7 білий слон · c7 біла тура · e7 біла тура · f7 чорний пішак · h7 чорний пішак · a6 чорний ферзь · b6 чорна тура · d6 білий ферзь · h6 білий король · d5 чорний слон · e5 білий пішак · b4 чорний кінь · c4 чорний пішак · d4 чорний король · c3 білий кінь · d2 білий пішак · e2 білий пішак | b8 чорна тура · a7 білий слон · c7 біла тура · e7 біла тура · f7 чорний пішак · h7 чорний пішак · a6 чорний ферзь · b6 чорна тура · d6 білий ферзь · h6 білий король · d5 чорний слон · e5 білий пішак · b4 чорний кінь · c4 чорний пішак · d4 чорний король · c3 білий кінь · d2 білий пішак · e2 білий пішак | b8 чорна тура · a7 білий слон · c7 біла тура · e7 біла тура · f7 чорний пішак · h7 чорний пішак · a6 чорний ферзь · b6 чорна тура · d6 білий ферзь · h6 білий король · d5 чорний слон · e5 білий пішак · b4 чорний кінь · c4 чорний пішак · d4 чорний король · c3 білий кінь · d2 білий пішак · e2 білий пішак | b8 чорна тура · a7 білий слон · c7 біла тура · e7 біла тура · f7 чорний пішак · h7 чорний пішак · a6 чорний ферзь · b6 чорна тура · d6 білий ферзь · h6 білий король · d5 чорний слон · e5 білий пішак · b4 чорний кінь · c4 чорний пішак · d4 чорний король · c3 білий кінь · d2 білий пішак · e2 білий пішак | 6 |
| 5 | b8 чорна тура · a7 білий слон · c7 біла тура · e7 біла тура · f7 чорний пішак · h7 чорний пішак · a6 чорний ферзь · b6 чорна тура · d6 білий ферзь · h6 білий король · d5 чорний слон · e5 білий пішак · b4 чорний кінь · c4 чорний пішак · d4 чорний король · c3 білий кінь · d2 білий пішак · e2 білий пішак | b8 чорна тура · a7 білий слон · c7 біла тура · e7 біла тура · f7 чорний пішак · h7 чорний пішак · a6 чорний ферзь · b6 чорна тура · d6 білий ферзь · h6 білий король · d5 чорний слон · e5 білий пішак · b4 чорний кінь · c4 чорний пішак · d4 чорний король · c3 білий кінь · d2 білий пішак · e2 білий пішак | b8 чорна тура · a7 білий слон · c7 біла тура · e7 біла тура · f7 чорний пішак · h7 чорний пішак · a6 чорний ферзь · b6 чорна тура · d6 білий ферзь · h6 білий король · d5 чорний слон · e5 білий пішак · b4 чорний кінь · c4 чорний пішак · d4 чорний король · c3 білий кінь · d2 білий пішак · e2 білий пішак | b8 чорна тура · a7 білий слон · c7 біла тура · e7 біла тура · f7 чорний пішак · h7 чорний пішак · a6 чорний ферзь · b6 чорна тура · d6 білий ферзь · h6 білий король · d5 чорний слон · e5 білий пішак · b4 чорний кінь · c4 чорний пішак · d4 чорний король · c3 білий кінь · d2 білий пішак · e2 білий пішак | b8 чорна тура · a7 білий слон · c7 біла тура · e7 біла тура · f7 чорний пішак · h7 чорний пішак · a6 чорний ферзь · b6 чорна тура · d6 білий ферзь · h6 білий король · d5 чорний слон · e5 білий пішак · b4 чорний кінь · c4 чорний пішак · d4 чорний король · c3 білий кінь · d2 білий пішак · e2 білий пішак | b8 чорна тура · a7 білий слон · c7 біла тура · e7 біла тура · f7 чорний пішак · h7 чорний пішак · a6 чорний ферзь · b6 чорна тура · d6 білий ферзь · h6 білий король · d5 чорний слон · e5 білий пішак · b4 чорний кінь · c4 чорний пішак · d4 чорний король · c3 білий кінь · d2 білий пішак · e2 білий пішак | b8 чорна тура · a7 білий слон · c7 біла тура · e7 біла тура · f7 чорний пішак · h7 чорний пішак · a6 чорний ферзь · b6 чорна тура · d6 білий ферзь · h6 білий король · d5 чорний слон · e5 білий пішак · b4 чорний кінь · c4 чорний пішак · d4 чорний король · c3 білий кінь · d2 білий пішак · e2 білий пішак | b8 чорна тура · a7 білий слон · c7 біла тура · e7 біла тура · f7 чорний пішак · h7 чорний пішак · a6 чорний ферзь · b6 чорна тура · d6 білий ферзь · h6 білий король · d5 чорний слон · e5 білий пішак · b4 чорний кінь · c4 чорний пішак · d4 чорний король · c3 білий кінь · d2 білий пішак · e2 білий пішак | 5 |
| 4 | b8 чорна тура · a7 білий слон · c7 біла тура · e7 біла тура · f7 чорний пішак · h7 чорний пішак · a6 чорний ферзь · b6 чорна тура · d6 білий ферзь · h6 білий король · d5 чорний слон · e5 білий пішак · b4 чорний кінь · c4 чорний пішак · d4 чорний король · c3 білий кінь · d2 білий пішак · e2 білий пішак | b8 чорна тура · a7 білий слон · c7 біла тура · e7 біла тура · f7 чорний пішак · h7 чорний пішак · a6 чорний ферзь · b6 чорна тура · d6 білий ферзь · h6 білий король · d5 чорний слон · e5 білий пішак · b4 чорний кінь · c4 чорний пішак · d4 чорний король · c3 білий кінь · d2 білий пішак · e2 білий пішак | b8 чорна тура · a7 білий слон · c7 біла тура · e7 біла тура · f7 чорний пішак · h7 чорний пішак · a6 чорний ферзь · b6 чорна тура · d6 білий ферзь · h6 білий король · d5 чорний слон · e5 білий пішак · b4 чорний кінь · c4 чорний пішак · d4 чорний король · c3 білий кінь · d2 білий пішак · e2 білий пішак | b8 чорна тура · a7 білий слон · c7 біла тура · e7 біла тура · f7 чорний пішак · h7 чорний пішак · a6 чорний ферзь · b6 чорна тура · d6 білий ферзь · h6 білий король · d5 чорний слон · e5 білий пішак · b4 чорний кінь · c4 чорний пішак · d4 чорний король · c3 білий кінь · d2 білий пішак · e2 білий пішак | b8 чорна тура · a7 білий слон · c7 біла тура · e7 біла тура · f7 чорний пішак · h7 чорний пішак · a6 чорний ферзь · b6 чорна тура · d6 білий ферзь · h6 білий король · d5 чорний слон · e5 білий пішак · b4 чорний кінь · c4 чорний пішак · d4 чорний король · c3 білий кінь · d2 білий пішак · e2 білий пішак | b8 чорна тура · a7 білий слон · c7 біла тура · e7 біла тура · f7 чорний пішак · h7 чорний пішак · a6 чорний ферзь · b6 чорна тура · d6 білий ферзь · h6 білий король · d5 чорний слон · e5 білий пішак · b4 чорний кінь · c4 чорний пішак · d4 чорний король · c3 білий кінь · d2 білий пішак · e2 білий пішак | b8 чорна тура · a7 білий слон · c7 біла тура · e7 біла тура · f7 чорний пішак · h7 чорний пішак · a6 чорний ферзь · b6 чорна тура · d6 білий ферзь · h6 білий король · d5 чорний слон · e5 білий пішак · b4 чорний кінь · c4 чорний пішак · d4 чорний король · c3 білий кінь · d2 білий пішак · e2 білий пішак | b8 чорна тура · a7 білий слон · c7 біла тура · e7 біла тура · f7 чорний пішак · h7 чорний пішак · a6 чорний ферзь · b6 чорна тура · d6 білий ферзь · h6 білий король · d5 чорний слон · e5 білий пішак · b4 чорний кінь · c4 чорний пішак · d4 чорний король · c3 білий кінь · d2 білий пішак · e2 білий пішак | 4 |
| 3 | b8 чорна тура · a7 білий слон · c7 біла тура · e7 біла тура · f7 чорний пішак · h7 чорний пішак · a6 чорний ферзь · b6 чорна тура · d6 білий ферзь · h6 білий король · d5 чорний слон · e5 білий пішак · b4 чорний кінь · c4 чорний пішак · d4 чорний король · c3 білий кінь · d2 білий пішак · e2 білий пішак | b8 чорна тура · a7 білий слон · c7 біла тура · e7 біла тура · f7 чорний пішак · h7 чорний пішак · a6 чорний ферзь · b6 чорна тура · d6 білий ферзь · h6 білий король · d5 чорний слон · e5 білий пішак · b4 чорний кінь · c4 чорний пішак · d4 чорний король · c3 білий кінь · d2 білий пішак · e2 білий пішак | b8 чорна тура · a7 білий слон · c7 біла тура · e7 біла тура · f7 чорний пішак · h7 чорний пішак · a6 чорний ферзь · b6 чорна тура · d6 білий ферзь · h6 білий король · d5 чорний слон · e5 білий пішак · b4 чорний кінь · c4 чорний пішак · d4 чорний король · c3 білий кінь · d2 білий пішак · e2 білий пішак | b8 чорна тура · a7 білий слон · c7 біла тура · e7 біла тура · f7 чорний пішак · h7 чорний пішак · a6 чорний ферзь · b6 чорна тура · d6 білий ферзь · h6 білий король · d5 чорний слон · e5 білий пішак · b4 чорний кінь · c4 чорний пішак · d4 чорний король · c3 білий кінь · d2 білий пішак · e2 білий пішак | b8 чорна тура · a7 білий слон · c7 біла тура · e7 біла тура · f7 чорний пішак · h7 чорний пішак · a6 чорний ферзь · b6 чорна тура · d6 білий ферзь · h6 білий король · d5 чорний слон · e5 білий пішак · b4 чорний кінь · c4 чорний пішак · d4 чорний король · c3 білий кінь · d2 білий пішак · e2 білий пішак | b8 чорна тура · a7 білий слон · c7 біла тура · e7 біла тура · f7 чорний пішак · h7 чорний пішак · a6 чорний ферзь · b6 чорна тура · d6 білий ферзь · h6 білий король · d5 чорний слон · e5 білий пішак · b4 чорний кінь · c4 чорний пішак · d4 чорний король · c3 білий кінь · d2 білий пішак · e2 білий пішак | b8 чорна тура · a7 білий слон · c7 біла тура · e7 біла тура · f7 чорний пішак · h7 чорний пішак · a6 чорний ферзь · b6 чорна тура · d6 білий ферзь · h6 білий король · d5 чорний слон · e5 білий пішак · b4 чорний кінь · c4 чорний пішак · d4 чорний король · c3 білий кінь · d2 білий пішак · e2 білий пішак | b8 чорна тура · a7 білий слон · c7 біла тура · e7 біла тура · f7 чорний пішак · h7 чорний пішак · a6 чорний ферзь · b6 чорна тура · d6 білий ферзь · h6 білий король · d5 чорний слон · e5 білий пішак · b4 чорний кінь · c4 чорний пішак · d4 чорний король · c3 білий кінь · d2 білий пішак · e2 білий пішак | 3 |
| 2 | b8 чорна тура · a7 білий слон · c7 біла тура · e7 біла тура · f7 чорний пішак · h7 чорний пішак · a6 чорний ферзь · b6 чорна тура · d6 білий ферзь · h6 білий король · d5 чорний слон · e5 білий пішак · b4 чорний кінь · c4 чорний пішак · d4 чорний король · c3 білий кінь · d2 білий пішак · e2 білий пішак | b8 чорна тура · a7 білий слон · c7 біла тура · e7 біла тура · f7 чорний пішак · h7 чорний пішак · a6 чорний ферзь · b6 чорна тура · d6 білий ферзь · h6 білий король · d5 чорний слон · e5 білий пішак · b4 чорний кінь · c4 чорний пішак · d4 чорний король · c3 білий кінь · d2 білий пішак · e2 білий пішак | b8 чорна тура · a7 білий слон · c7 біла тура · e7 біла тура · f7 чорний пішак · h7 чорний пішак · a6 чорний ферзь · b6 чорна тура · d6 білий ферзь · h6 білий король · d5 чорний слон · e5 білий пішак · b4 чорний кінь · c4 чорний пішак · d4 чорний король · c3 білий кінь · d2 білий пішак · e2 білий пішак | b8 чорна тура · a7 білий слон · c7 біла тура · e7 біла тура · f7 чорний пішак · h7 чорний пішак · a6 чорний ферзь · b6 чорна тура · d6 білий ферзь · h6 білий король · d5 чорний слон · e5 білий пішак · b4 чорний кінь · c4 чорний пішак · d4 чорний король · c3 білий кінь · d2 білий пішак · e2 білий пішак | b8 чорна тура · a7 білий слон · c7 біла тура · e7 біла тура · f7 чорний пішак · h7 чорний пішак · a6 чорний ферзь · b6 чорна тура · d6 білий ферзь · h6 білий король · d5 чорний слон · e5 білий пішак · b4 чорний кінь · c4 чорний пішак · d4 чорний король · c3 білий кінь · d2 білий пішак · e2 білий пішак | b8 чорна тура · a7 білий слон · c7 біла тура · e7 біла тура · f7 чорний пішак · h7 чорний пішак · a6 чорний ферзь · b6 чорна тура · d6 білий ферзь · h6 білий король · d5 чорний слон · e5 білий пішак · b4 чорний кінь · c4 чорний пішак · d4 чорний король · c3 білий кінь · d2 білий пішак · e2 білий пішак | b8 чорна тура · a7 білий слон · c7 біла тура · e7 біла тура · f7 чорний пішак · h7 чорний пішак · a6 чорний ферзь · b6 чорна тура · d6 білий ферзь · h6 білий король · d5 чорний слон · e5 білий пішак · b4 чорний кінь · c4 чорний пішак · d4 чорний король · c3 білий кінь · d2 білий пішак · e2 білий пішак | b8 чорна тура · a7 білий слон · c7 біла тура · e7 біла тура · f7 чорний пішак · h7 чорний пішак · a6 чорний ферзь · b6 чорна тура · d6 білий ферзь · h6 білий король · d5 чорний слон · e5 білий пішак · b4 чорний кінь · c4 чорний пішак · d4 чорний король · c3 білий кінь · d2 білий пішак · e2 білий пішак | 2 |
| 1 | b8 чорна тура · a7 білий слон · c7 біла тура · e7 біла тура · f7 чорний пішак · h7 чорний пішак · a6 чорний ферзь · b6 чорна тура · d6 білий ферзь · h6 білий король · d5 чорний слон · e5 білий пішак · b4 чорний кінь · c4 чорний пішак · d4 чорний король · c3 білий кінь · d2 білий пішак · e2 білий пішак | b8 чорна тура · a7 білий слон · c7 біла тура · e7 біла тура · f7 чорний пішак · h7 чорний пішак · a6 чорний ферзь · b6 чорна тура · d6 білий ферзь · h6 білий король · d5 чорний слон · e5 білий пішак · b4 чорний кінь · c4 чорний пішак · d4 чорний король · c3 білий кінь · d2 білий пішак · e2 білий пішак | b8 чорна тура · a7 білий слон · c7 біла тура · e7 біла тура · f7 чорний пішак · h7 чорний пішак · a6 чорний ферзь · b6 чорна тура · d6 білий ферзь · h6 білий король · d5 чорний слон · e5 білий пішак · b4 чорний кінь · c4 чорний пішак · d4 чорний король · c3 білий кінь · d2 білий пішак · e2 білий пішак | b8 чорна тура · a7 білий слон · c7 біла тура · e7 біла тура · f7 чорний пішак · h7 чорний пішак · a6 чорний ферзь · b6 чорна тура · d6 білий ферзь · h6 білий король · d5 чорний слон · e5 білий пішак · b4 чорний кінь · c4 чорний пішак · d4 чорний король · c3 білий кінь · d2 білий пішак · e2 білий пішак | b8 чорна тура · a7 білий слон · c7 біла тура · e7 біла тура · f7 чорний пішак · h7 чорний пішак · a6 чорний ферзь · b6 чорна тура · d6 білий ферзь · h6 білий король · d5 чорний слон · e5 білий пішак · b4 чорний кінь · c4 чорний пішак · d4 чорний король · c3 білий кінь · d2 білий пішак · e2 білий пішак | b8 чорна тура · a7 білий слон · c7 біла тура · e7 біла тура · f7 чорний пішак · h7 чорний пішак · a6 чорний ферзь · b6 чорна тура · d6 білий ферзь · h6 білий король · d5 чорний слон · e5 білий пішак · b4 чорний кінь · c4 чорний пішак · d4 чорний король · c3 білий кінь · d2 білий пішак · e2 білий пішак | b8 чорна тура · a7 білий слон · c7 біла тура · e7 біла тура · f7 чорний пішак · h7 чорний пішак · a6 чорний ферзь · b6 чорна тура · d6 білий ферзь · h6 білий король · d5 чорний слон · e5 білий пішак · b4 чорний кінь · c4 чорний пішак · d4 чорний король · c3 білий кінь · d2 білий пішак · e2 білий пішак | b8 чорна тура · a7 білий слон · c7 біла тура · e7 біла тура · f7 чорний пішак · h7 чорний пішак · a6 чорний ферзь · b6 чорна тура · d6 білий ферзь · h6 білий король · d5 чорний слон · e5 білий пішак · b4 чорний кінь · c4 чорний пішак · d4 чорний король · c3 білий кінь · d2 білий пішак · e2 білий пішак | 1 |
|   | a | b | c | d | e | f | g | h |   |

FEN: 1r6/B1R1Rp1p/qr1Q3K/3bP3/1npk4/2N5/3PP3/8
1. Qf6! ~ 2. e6#
1. ... Be6 2. Qf4#
1. ... Bc6 2. Qf2#
- — - — - — -
1. ... Sd3 2. e3#
Білий ферзь, рухаючись по лінії зв'язки, створює загрозу і розв'язує чорного слона. В тематичних захистах чорний слон розв'язує білого ферзя, який наступними ходами оголошує чорному королю мати. У цій задачі два тематичних варіанти.
|   | a | b | c | d | e | f | g | h |   |
| 8 | e8 чорна тура · g8 чорний слон · c7 біла тура · d7 чорний пішак · a6 білий кінь · d6 чорний король · f6 білий пішак · g6 чорний пішак · a5 чорний пішак · d5 чорний пішак · e5 чорний кінь · g5 біла тура · b4 чорна тура · f4 білий ферзь · h4 білий король · a3 білий слон · c3 чорний пішак · d3 чорний пішак · f3 чорний пішак · h3 білий слон · a2 чорний кінь · f2 білий кінь | e8 чорна тура · g8 чорний слон · c7 біла тура · d7 чорний пішак · a6 білий кінь · d6 чорний король · f6 білий пішак · g6 чорний пішак · a5 чорний пішак · d5 чорний пішак · e5 чорний кінь · g5 біла тура · b4 чорна тура · f4 білий ферзь · h4 білий король · a3 білий слон · c3 чорний пішак · d3 чорний пішак · f3 чорний пішак · h3 білий слон · a2 чорний кінь · f2 білий кінь | e8 чорна тура · g8 чорний слон · c7 біла тура · d7 чорний пішак · a6 білий кінь · d6 чорний король · f6 білий пішак · g6 чорний пішак · a5 чорний пішак · d5 чорний пішак · e5 чорний кінь · g5 біла тура · b4 чорна тура · f4 білий ферзь · h4 білий король · a3 білий слон · c3 чорний пішак · d3 чорний пішак · f3 чорний пішак · h3 білий слон · a2 чорний кінь · f2 білий кінь | e8 чорна тура · g8 чорний слон · c7 біла тура · d7 чорний пішак · a6 білий кінь · d6 чорний король · f6 білий пішак · g6 чорний пішак · a5 чорний пішак · d5 чорний пішак · e5 чорний кінь · g5 біла тура · b4 чорна тура · f4 білий ферзь · h4 білий король · a3 білий слон · c3 чорний пішак · d3 чорний пішак · f3 чорний пішак · h3 білий слон · a2 чорний кінь · f2 білий кінь | e8 чорна тура · g8 чорний слон · c7 біла тура · d7 чорний пішак · a6 білий кінь · d6 чорний король · f6 білий пішак · g6 чорний пішак · a5 чорний пішак · d5 чорний пішак · e5 чорний кінь · g5 біла тура · b4 чорна тура · f4 білий ферзь · h4 білий король · a3 білий слон · c3 чорний пішак · d3 чорний пішак · f3 чорний пішак · h3 білий слон · a2 чорний кінь · f2 білий кінь | e8 чорна тура · g8 чорний слон · c7 біла тура · d7 чорний пішак · a6 білий кінь · d6 чорний король · f6 білий пішак · g6 чорний пішак · a5 чорний пішак · d5 чорний пішак · e5 чорний кінь · g5 біла тура · b4 чорна тура · f4 білий ферзь · h4 білий король · a3 білий слон · c3 чорний пішак · d3 чорний пішак · f3 чорний пішак · h3 білий слон · a2 чорний кінь · f2 білий кінь | e8 чорна тура · g8 чорний слон · c7 біла тура · d7 чорний пішак · a6 білий кінь · d6 чорний король · f6 білий пішак · g6 чорний пішак · a5 чорний пішак · d5 чорний пішак · e5 чорний кінь · g5 біла тура · b4 чорна тура · f4 білий ферзь · h4 білий король · a3 білий слон · c3 чорний пішак · d3 чорний пішак · f3 чорний пішак · h3 білий слон · a2 чорний кінь · f2 білий кінь | e8 чорна тура · g8 чорний слон · c7 біла тура · d7 чорний пішак · a6 білий кінь · d6 чорний король · f6 білий пішак · g6 чорний пішак · a5 чорний пішак · d5 чорний пішак · e5 чорний кінь · g5 біла тура · b4 чорна тура · f4 білий ферзь · h4 білий король · a3 білий слон · c3 чорний пішак · d3 чорний пішак · f3 чорний пішак · h3 білий слон · a2 чорний кінь · f2 білий кінь | 8 |
| 7 | e8 чорна тура · g8 чорний слон · c7 біла тура · d7 чорний пішак · a6 білий кінь · d6 чорний король · f6 білий пішак · g6 чорний пішак · a5 чорний пішак · d5 чорний пішак · e5 чорний кінь · g5 біла тура · b4 чорна тура · f4 білий ферзь · h4 білий король · a3 білий слон · c3 чорний пішак · d3 чорний пішак · f3 чорний пішак · h3 білий слон · a2 чорний кінь · f2 білий кінь | e8 чорна тура · g8 чорний слон · c7 біла тура · d7 чорний пішак · a6 білий кінь · d6 чорний король · f6 білий пішак · g6 чорний пішак · a5 чорний пішак · d5 чорний пішак · e5 чорний кінь · g5 біла тура · b4 чорна тура · f4 білий ферзь · h4 білий король · a3 білий слон · c3 чорний пішак · d3 чорний пішак · f3 чорний пішак · h3 білий слон · a2 чорний кінь · f2 білий кінь | e8 чорна тура · g8 чорний слон · c7 біла тура · d7 чорний пішак · a6 білий кінь · d6 чорний король · f6 білий пішак · g6 чорний пішак · a5 чорний пішак · d5 чорний пішак · e5 чорний кінь · g5 біла тура · b4 чорна тура · f4 білий ферзь · h4 білий король · a3 білий слон · c3 чорний пішак · d3 чорний пішак · f3 чорний пішак · h3 білий слон · a2 чорний кінь · f2 білий кінь | e8 чорна тура · g8 чорний слон · c7 біла тура · d7 чорний пішак · a6 білий кінь · d6 чорний король · f6 білий пішак · g6 чорний пішак · a5 чорний пішак · d5 чорний пішак · e5 чорний кінь · g5 біла тура · b4 чорна тура · f4 білий ферзь · h4 білий король · a3 білий слон · c3 чорний пішак · d3 чорний пішак · f3 чорний пішак · h3 білий слон · a2 чорний кінь · f2 білий кінь | e8 чорна тура · g8 чорний слон · c7 біла тура · d7 чорний пішак · a6 білий кінь · d6 чорний король · f6 білий пішак · g6 чорний пішак · a5 чорний пішак · d5 чорний пішак · e5 чорний кінь · g5 біла тура · b4 чорна тура · f4 білий ферзь · h4 білий король · a3 білий слон · c3 чорний пішак · d3 чорний пішак · f3 чорний пішак · h3 білий слон · a2 чорний кінь · f2 білий кінь | e8 чорна тура · g8 чорний слон · c7 біла тура · d7 чорний пішак · a6 білий кінь · d6 чорний король · f6 білий пішак · g6 чорний пішак · a5 чорний пішак · d5 чорний пішак · e5 чорний кінь · g5 біла тура · b4 чорна тура · f4 білий ферзь · h4 білий король · a3 білий слон · c3 чорний пішак · d3 чорний пішак · f3 чорний пішак · h3 білий слон · a2 чорний кінь · f2 білий кінь | e8 чорна тура · g8 чорний слон · c7 біла тура · d7 чорний пішак · a6 білий кінь · d6 чорний король · f6 білий пішак · g6 чорний пішак · a5 чорний пішак · d5 чорний пішак · e5 чорний кінь · g5 біла тура · b4 чорна тура · f4 білий ферзь · h4 білий король · a3 білий слон · c3 чорний пішак · d3 чорний пішак · f3 чорний пішак · h3 білий слон · a2 чорний кінь · f2 білий кінь | e8 чорна тура · g8 чорний слон · c7 біла тура · d7 чорний пішак · a6 білий кінь · d6 чорний король · f6 білий пішак · g6 чорний пішак · a5 чорний пішак · d5 чорний пішак · e5 чорний кінь · g5 біла тура · b4 чорна тура · f4 білий ферзь · h4 білий король · a3 білий слон · c3 чорний пішак · d3 чорний пішак · f3 чорний пішак · h3 білий слон · a2 чорний кінь · f2 білий кінь | 7 |
| 6 | e8 чорна тура · g8 чорний слон · c7 біла тура · d7 чорний пішак · a6 білий кінь · d6 чорний король · f6 білий пішак · g6 чорний пішак · a5 чорний пішак · d5 чорний пішак · e5 чорний кінь · g5 біла тура · b4 чорна тура · f4 білий ферзь · h4 білий король · a3 білий слон · c3 чорний пішак · d3 чорний пішак · f3 чорний пішак · h3 білий слон · a2 чорний кінь · f2 білий кінь | e8 чорна тура · g8 чорний слон · c7 біла тура · d7 чорний пішак · a6 білий кінь · d6 чорний король · f6 білий пішак · g6 чорний пішак · a5 чорний пішак · d5 чорний пішак · e5 чорний кінь · g5 біла тура · b4 чорна тура · f4 білий ферзь · h4 білий король · a3 білий слон · c3 чорний пішак · d3 чорний пішак · f3 чорний пішак · h3 білий слон · a2 чорний кінь · f2 білий кінь | e8 чорна тура · g8 чорний слон · c7 біла тура · d7 чорний пішак · a6 білий кінь · d6 чорний король · f6 білий пішак · g6 чорний пішак · a5 чорний пішак · d5 чорний пішак · e5 чорний кінь · g5 біла тура · b4 чорна тура · f4 білий ферзь · h4 білий король · a3 білий слон · c3 чорний пішак · d3 чорний пішак · f3 чорний пішак · h3 білий слон · a2 чорний кінь · f2 білий кінь | e8 чорна тура · g8 чорний слон · c7 біла тура · d7 чорний пішак · a6 білий кінь · d6 чорний король · f6 білий пішак · g6 чорний пішак · a5 чорний пішак · d5 чорний пішак · e5 чорний кінь · g5 біла тура · b4 чорна тура · f4 білий ферзь · h4 білий король · a3 білий слон · c3 чорний пішак · d3 чорний пішак · f3 чорний пішак · h3 білий слон · a2 чорний кінь · f2 білий кінь | e8 чорна тура · g8 чорний слон · c7 біла тура · d7 чорний пішак · a6 білий кінь · d6 чорний король · f6 білий пішак · g6 чорний пішак · a5 чорний пішак · d5 чорний пішак · e5 чорний кінь · g5 біла тура · b4 чорна тура · f4 білий ферзь · h4 білий король · a3 білий слон · c3 чорний пішак · d3 чорний пішак · f3 чорний пішак · h3 білий слон · a2 чорний кінь · f2 білий кінь | e8 чорна тура · g8 чорний слон · c7 біла тура · d7 чорний пішак · a6 білий кінь · d6 чорний король · f6 білий пішак · g6 чорний пішак · a5 чорний пішак · d5 чорний пішак · e5 чорний кінь · g5 біла тура · b4 чорна тура · f4 білий ферзь · h4 білий король · a3 білий слон · c3 чорний пішак · d3 чорний пішак · f3 чорний пішак · h3 білий слон · a2 чорний кінь · f2 білий кінь | e8 чорна тура · g8 чорний слон · c7 біла тура · d7 чорний пішак · a6 білий кінь · d6 чорний король · f6 білий пішак · g6 чорний пішак · a5 чорний пішак · d5 чорний пішак · e5 чорний кінь · g5 біла тура · b4 чорна тура · f4 білий ферзь · h4 білий король · a3 білий слон · c3 чорний пішак · d3 чорний пішак · f3 чорний пішак · h3 білий слон · a2 чорний кінь · f2 білий кінь | e8 чорна тура · g8 чорний слон · c7 біла тура · d7 чорний пішак · a6 білий кінь · d6 чорний король · f6 білий пішак · g6 чорний пішак · a5 чорний пішак · d5 чорний пішак · e5 чорний кінь · g5 біла тура · b4 чорна тура · f4 білий ферзь · h4 білий король · a3 білий слон · c3 чорний пішак · d3 чорний пішак · f3 чорний пішак · h3 білий слон · a2 чорний кінь · f2 білий кінь | 6 |
| 5 | e8 чорна тура · g8 чорний слон · c7 біла тура · d7 чорний пішак · a6 білий кінь · d6 чорний король · f6 білий пішак · g6 чорний пішак · a5 чорний пішак · d5 чорний пішак · e5 чорний кінь · g5 біла тура · b4 чорна тура · f4 білий ферзь · h4 білий король · a3 білий слон · c3 чорний пішак · d3 чорний пішак · f3 чорний пішак · h3 білий слон · a2 чорний кінь · f2 білий кінь | e8 чорна тура · g8 чорний слон · c7 біла тура · d7 чорний пішак · a6 білий кінь · d6 чорний король · f6 білий пішак · g6 чорний пішак · a5 чорний пішак · d5 чорний пішак · e5 чорний кінь · g5 біла тура · b4 чорна тура · f4 білий ферзь · h4 білий король · a3 білий слон · c3 чорний пішак · d3 чорний пішак · f3 чорний пішак · h3 білий слон · a2 чорний кінь · f2 білий кінь | e8 чорна тура · g8 чорний слон · c7 біла тура · d7 чорний пішак · a6 білий кінь · d6 чорний король · f6 білий пішак · g6 чорний пішак · a5 чорний пішак · d5 чорний пішак · e5 чорний кінь · g5 біла тура · b4 чорна тура · f4 білий ферзь · h4 білий король · a3 білий слон · c3 чорний пішак · d3 чорний пішак · f3 чорний пішак · h3 білий слон · a2 чорний кінь · f2 білий кінь | e8 чорна тура · g8 чорний слон · c7 біла тура · d7 чорний пішак · a6 білий кінь · d6 чорний король · f6 білий пішак · g6 чорний пішак · a5 чорний пішак · d5 чорний пішак · e5 чорний кінь · g5 біла тура · b4 чорна тура · f4 білий ферзь · h4 білий король · a3 білий слон · c3 чорний пішак · d3 чорний пішак · f3 чорний пішак · h3 білий слон · a2 чорний кінь · f2 білий кінь | e8 чорна тура · g8 чорний слон · c7 біла тура · d7 чорний пішак · a6 білий кінь · d6 чорний король · f6 білий пішак · g6 чорний пішак · a5 чорний пішак · d5 чорний пішак · e5 чорний кінь · g5 біла тура · b4 чорна тура · f4 білий ферзь · h4 білий король · a3 білий слон · c3 чорний пішак · d3 чорний пішак · f3 чорний пішак · h3 білий слон · a2 чорний кінь · f2 білий кінь | e8 чорна тура · g8 чорний слон · c7 біла тура · d7 чорний пішак · a6 білий кінь · d6 чорний король · f6 білий пішак · g6 чорний пішак · a5 чорний пішак · d5 чорний пішак · e5 чорний кінь · g5 біла тура · b4 чорна тура · f4 білий ферзь · h4 білий король · a3 білий слон · c3 чорний пішак · d3 чорний пішак · f3 чорний пішак · h3 білий слон · a2 чорний кінь · f2 білий кінь | e8 чорна тура · g8 чорний слон · c7 біла тура · d7 чорний пішак · a6 білий кінь · d6 чорний король · f6 білий пішак · g6 чорний пішак · a5 чорний пішак · d5 чорний пішак · e5 чорний кінь · g5 біла тура · b4 чорна тура · f4 білий ферзь · h4 білий король · a3 білий слон · c3 чорний пішак · d3 чорний пішак · f3 чорний пішак · h3 білий слон · a2 чорний кінь · f2 білий кінь | e8 чорна тура · g8 чорний слон · c7 біла тура · d7 чорний пішак · a6 білий кінь · d6 чорний король · f6 білий пішак · g6 чорний пішак · a5 чорний пішак · d5 чорний пішак · e5 чорний кінь · g5 біла тура · b4 чорна тура · f4 білий ферзь · h4 білий король · a3 білий слон · c3 чорний пішак · d3 чорний пішак · f3 чорний пішак · h3 білий слон · a2 чорний кінь · f2 білий кінь | 5 |
| 4 | e8 чорна тура · g8 чорний слон · c7 біла тура · d7 чорний пішак · a6 білий кінь · d6 чорний король · f6 білий пішак · g6 чорний пішак · a5 чорний пішак · d5 чорний пішак · e5 чорний кінь · g5 біла тура · b4 чорна тура · f4 білий ферзь · h4 білий король · a3 білий слон · c3 чорний пішак · d3 чорний пішак · f3 чорний пішак · h3 білий слон · a2 чорний кінь · f2 білий кінь | e8 чорна тура · g8 чорний слон · c7 біла тура · d7 чорний пішак · a6 білий кінь · d6 чорний король · f6 білий пішак · g6 чорний пішак · a5 чорний пішак · d5 чорний пішак · e5 чорний кінь · g5 біла тура · b4 чорна тура · f4 білий ферзь · h4 білий король · a3 білий слон · c3 чорний пішак · d3 чорний пішак · f3 чорний пішак · h3 білий слон · a2 чорний кінь · f2 білий кінь | e8 чорна тура · g8 чорний слон · c7 біла тура · d7 чорний пішак · a6 білий кінь · d6 чорний король · f6 білий пішак · g6 чорний пішак · a5 чорний пішак · d5 чорний пішак · e5 чорний кінь · g5 біла тура · b4 чорна тура · f4 білий ферзь · h4 білий король · a3 білий слон · c3 чорний пішак · d3 чорний пішак · f3 чорний пішак · h3 білий слон · a2 чорний кінь · f2 білий кінь | e8 чорна тура · g8 чорний слон · c7 біла тура · d7 чорний пішак · a6 білий кінь · d6 чорний король · f6 білий пішак · g6 чорний пішак · a5 чорний пішак · d5 чорний пішак · e5 чорний кінь · g5 біла тура · b4 чорна тура · f4 білий ферзь · h4 білий король · a3 білий слон · c3 чорний пішак · d3 чорний пішак · f3 чорний пішак · h3 білий слон · a2 чорний кінь · f2 білий кінь | e8 чорна тура · g8 чорний слон · c7 біла тура · d7 чорний пішак · a6 білий кінь · d6 чорний король · f6 білий пішак · g6 чорний пішак · a5 чорний пішак · d5 чорний пішак · e5 чорний кінь · g5 біла тура · b4 чорна тура · f4 білий ферзь · h4 білий король · a3 білий слон · c3 чорний пішак · d3 чорний пішак · f3 чорний пішак · h3 білий слон · a2 чорний кінь · f2 білий кінь | e8 чорна тура · g8 чорний слон · c7 біла тура · d7 чорний пішак · a6 білий кінь · d6 чорний король · f6 білий пішак · g6 чорний пішак · a5 чорний пішак · d5 чорний пішак · e5 чорний кінь · g5 біла тура · b4 чорна тура · f4 білий ферзь · h4 білий король · a3 білий слон · c3 чорний пішак · d3 чорний пішак · f3 чорний пішак · h3 білий слон · a2 чорний кінь · f2 білий кінь | e8 чорна тура · g8 чорний слон · c7 біла тура · d7 чорний пішак · a6 білий кінь · d6 чорний король · f6 білий пішак · g6 чорний пішак · a5 чорний пішак · d5 чорний пішак · e5 чорний кінь · g5 біла тура · b4 чорна тура · f4 білий ферзь · h4 білий король · a3 білий слон · c3 чорний пішак · d3 чорний пішак · f3 чорний пішак · h3 білий слон · a2 чорний кінь · f2 білий кінь | e8 чорна тура · g8 чорний слон · c7 біла тура · d7 чорний пішак · a6 білий кінь · d6 чорний король · f6 білий пішак · g6 чорний пішак · a5 чорний пішак · d5 чорний пішак · e5 чорний кінь · g5 біла тура · b4 чорна тура · f4 білий ферзь · h4 білий король · a3 білий слон · c3 чорний пішак · d3 чорний пішак · f3 чорний пішак · h3 білий слон · a2 чорний кінь · f2 білий кінь | 4 |
| 3 | e8 чорна тура · g8 чорний слон · c7 біла тура · d7 чорний пішак · a6 білий кінь · d6 чорний король · f6 білий пішак · g6 чорний пішак · a5 чорний пішак · d5 чорний пішак · e5 чорний кінь · g5 біла тура · b4 чорна тура · f4 білий ферзь · h4 білий король · a3 білий слон · c3 чорний пішак · d3 чорний пішак · f3 чорний пішак · h3 білий слон · a2 чорний кінь · f2 білий кінь | e8 чорна тура · g8 чорний слон · c7 біла тура · d7 чорний пішак · a6 білий кінь · d6 чорний король · f6 білий пішак · g6 чорний пішак · a5 чорний пішак · d5 чорний пішак · e5 чорний кінь · g5 біла тура · b4 чорна тура · f4 білий ферзь · h4 білий король · a3 білий слон · c3 чорний пішак · d3 чорний пішак · f3 чорний пішак · h3 білий слон · a2 чорний кінь · f2 білий кінь | e8 чорна тура · g8 чорний слон · c7 біла тура · d7 чорний пішак · a6 білий кінь · d6 чорний король · f6 білий пішак · g6 чорний пішак · a5 чорний пішак · d5 чорний пішак · e5 чорний кінь · g5 біла тура · b4 чорна тура · f4 білий ферзь · h4 білий король · a3 білий слон · c3 чорний пішак · d3 чорний пішак · f3 чорний пішак · h3 білий слон · a2 чорний кінь · f2 білий кінь | e8 чорна тура · g8 чорний слон · c7 біла тура · d7 чорний пішак · a6 білий кінь · d6 чорний король · f6 білий пішак · g6 чорний пішак · a5 чорний пішак · d5 чорний пішак · e5 чорний кінь · g5 біла тура · b4 чорна тура · f4 білий ферзь · h4 білий король · a3 білий слон · c3 чорний пішак · d3 чорний пішак · f3 чорний пішак · h3 білий слон · a2 чорний кінь · f2 білий кінь | e8 чорна тура · g8 чорний слон · c7 біла тура · d7 чорний пішак · a6 білий кінь · d6 чорний король · f6 білий пішак · g6 чорний пішак · a5 чорний пішак · d5 чорний пішак · e5 чорний кінь · g5 біла тура · b4 чорна тура · f4 білий ферзь · h4 білий король · a3 білий слон · c3 чорний пішак · d3 чорний пішак · f3 чорний пішак · h3 білий слон · a2 чорний кінь · f2 білий кінь | e8 чорна тура · g8 чорний слон · c7 біла тура · d7 чорний пішак · a6 білий кінь · d6 чорний король · f6 білий пішак · g6 чорний пішак · a5 чорний пішак · d5 чорний пішак · e5 чорний кінь · g5 біла тура · b4 чорна тура · f4 білий ферзь · h4 білий король · a3 білий слон · c3 чорний пішак · d3 чорний пішак · f3 чорний пішак · h3 білий слон · a2 чорний кінь · f2 білий кінь | e8 чорна тура · g8 чорний слон · c7 біла тура · d7 чорний пішак · a6 білий кінь · d6 чорний король · f6 білий пішак · g6 чорний пішак · a5 чорний пішак · d5 чорний пішак · e5 чорний кінь · g5 біла тура · b4 чорна тура · f4 білий ферзь · h4 білий король · a3 білий слон · c3 чорний пішак · d3 чорний пішак · f3 чорний пішак · h3 білий слон · a2 чорний кінь · f2 білий кінь | e8 чорна тура · g8 чорний слон · c7 біла тура · d7 чорний пішак · a6 білий кінь · d6 чорний король · f6 білий пішак · g6 чорний пішак · a5 чорний пішак · d5 чорний пішак · e5 чорний кінь · g5 біла тура · b4 чорна тура · f4 білий ферзь · h4 білий король · a3 білий слон · c3 чорний пішак · d3 чорний пішак · f3 чорний пішак · h3 білий слон · a2 чорний кінь · f2 білий кінь | 3 |
| 2 | e8 чорна тура · g8 чорний слон · c7 біла тура · d7 чорний пішак · a6 білий кінь · d6 чорний король · f6 білий пішак · g6 чорний пішак · a5 чорний пішак · d5 чорний пішак · e5 чорний кінь · g5 біла тура · b4 чорна тура · f4 білий ферзь · h4 білий король · a3 білий слон · c3 чорний пішак · d3 чорний пішак · f3 чорний пішак · h3 білий слон · a2 чорний кінь · f2 білий кінь | e8 чорна тура · g8 чорний слон · c7 біла тура · d7 чорний пішак · a6 білий кінь · d6 чорний король · f6 білий пішак · g6 чорний пішак · a5 чорний пішак · d5 чорний пішак · e5 чорний кінь · g5 біла тура · b4 чорна тура · f4 білий ферзь · h4 білий король · a3 білий слон · c3 чорний пішак · d3 чорний пішак · f3 чорний пішак · h3 білий слон · a2 чорний кінь · f2 білий кінь | e8 чорна тура · g8 чорний слон · c7 біла тура · d7 чорний пішак · a6 білий кінь · d6 чорний король · f6 білий пішак · g6 чорний пішак · a5 чорний пішак · d5 чорний пішак · e5 чорний кінь · g5 біла тура · b4 чорна тура · f4 білий ферзь · h4 білий король · a3 білий слон · c3 чорний пішак · d3 чорний пішак · f3 чорний пішак · h3 білий слон · a2 чорний кінь · f2 білий кінь | e8 чорна тура · g8 чорний слон · c7 біла тура · d7 чорний пішак · a6 білий кінь · d6 чорний король · f6 білий пішак · g6 чорний пішак · a5 чорний пішак · d5 чорний пішак · e5 чорний кінь · g5 біла тура · b4 чорна тура · f4 білий ферзь · h4 білий король · a3 білий слон · c3 чорний пішак · d3 чорний пішак · f3 чорний пішак · h3 білий слон · a2 чорний кінь · f2 білий кінь | e8 чорна тура · g8 чорний слон · c7 біла тура · d7 чорний пішак · a6 білий кінь · d6 чорний король · f6 білий пішак · g6 чорний пішак · a5 чорний пішак · d5 чорний пішак · e5 чорний кінь · g5 біла тура · b4 чорна тура · f4 білий ферзь · h4 білий король · a3 білий слон · c3 чорний пішак · d3 чорний пішак · f3 чорний пішак · h3 білий слон · a2 чорний кінь · f2 білий кінь | e8 чорна тура · g8 чорний слон · c7 біла тура · d7 чорний пішак · a6 білий кінь · d6 чорний король · f6 білий пішак · g6 чорний пішак · a5 чорний пішак · d5 чорний пішак · e5 чорний кінь · g5 біла тура · b4 чорна тура · f4 білий ферзь · h4 білий король · a3 білий слон · c3 чорний пішак · d3 чорний пішак · f3 чорний пішак · h3 білий слон · a2 чорний кінь · f2 білий кінь | e8 чорна тура · g8 чорний слон · c7 біла тура · d7 чорний пішак · a6 білий кінь · d6 чорний король · f6 білий пішак · g6 чорний пішак · a5 чорний пішак · d5 чорний пішак · e5 чорний кінь · g5 біла тура · b4 чорна тура · f4 білий ферзь · h4 білий король · a3 білий слон · c3 чорний пішак · d3 чорний пішак · f3 чорний пішак · h3 білий слон · a2 чорний кінь · f2 білий кінь | e8 чорна тура · g8 чорний слон · c7 біла тура · d7 чорний пішак · a6 білий кінь · d6 чорний король · f6 білий пішак · g6 чорний пішак · a5 чорний пішак · d5 чорний пішак · e5 чорний кінь · g5 біла тура · b4 чорна тура · f4 білий ферзь · h4 білий король · a3 білий слон · c3 чорний пішак · d3 чорний пішак · f3 чорний пішак · h3 білий слон · a2 чорний кінь · f2 білий кінь | 2 |
| 1 | e8 чорна тура · g8 чорний слон · c7 біла тура · d7 чорний пішак · a6 білий кінь · d6 чорний король · f6 білий пішак · g6 чорний пішак · a5 чорний пішак · d5 чорний пішак · e5 чорний кінь · g5 біла тура · b4 чорна тура · f4 білий ферзь · h4 білий король · a3 білий слон · c3 чорний пішак · d3 чорний пішак · f3 чорний пішак · h3 білий слон · a2 чорний кінь · f2 білий кінь | e8 чорна тура · g8 чорний слон · c7 біла тура · d7 чорний пішак · a6 білий кінь · d6 чорний король · f6 білий пішак · g6 чорний пішак · a5 чорний пішак · d5 чорний пішак · e5 чорний кінь · g5 біла тура · b4 чорна тура · f4 білий ферзь · h4 білий король · a3 білий слон · c3 чорний пішак · d3 чорний пішак · f3 чорний пішак · h3 білий слон · a2 чорний кінь · f2 білий кінь | e8 чорна тура · g8 чорний слон · c7 біла тура · d7 чорний пішак · a6 білий кінь · d6 чорний король · f6 білий пішак · g6 чорний пішак · a5 чорний пішак · d5 чорний пішак · e5 чорний кінь · g5 біла тура · b4 чорна тура · f4 білий ферзь · h4 білий король · a3 білий слон · c3 чорний пішак · d3 чорний пішак · f3 чорний пішак · h3 білий слон · a2 чорний кінь · f2 білий кінь | e8 чорна тура · g8 чорний слон · c7 біла тура · d7 чорний пішак · a6 білий кінь · d6 чорний король · f6 білий пішак · g6 чорний пішак · a5 чорний пішак · d5 чорний пішак · e5 чорний кінь · g5 біла тура · b4 чорна тура · f4 білий ферзь · h4 білий король · a3 білий слон · c3 чорний пішак · d3 чорний пішак · f3 чорний пішак · h3 білий слон · a2 чорний кінь · f2 білий кінь | e8 чорна тура · g8 чорний слон · c7 біла тура · d7 чорний пішак · a6 білий кінь · d6 чорний король · f6 білий пішак · g6 чорний пішак · a5 чорний пішак · d5 чорний пішак · e5 чорний кінь · g5 біла тура · b4 чорна тура · f4 білий ферзь · h4 білий король · a3 білий слон · c3 чорний пішак · d3 чорний пішак · f3 чорний пішак · h3 білий слон · a2 чорний кінь · f2 білий кінь | e8 чорна тура · g8 чорний слон · c7 біла тура · d7 чорний пішак · a6 білий кінь · d6 чорний король · f6 білий пішак · g6 чорний пішак · a5 чорний пішак · d5 чорний пішак · e5 чорний кінь · g5 біла тура · b4 чорна тура · f4 білий ферзь · h4 білий король · a3 білий слон · c3 чорний пішак · d3 чорний пішак · f3 чорний пішак · h3 білий слон · a2 чорний кінь · f2 білий кінь | e8 чорна тура · g8 чорний слон · c7 біла тура · d7 чорний пішак · a6 білий кінь · d6 чорний король · f6 білий пішак · g6 чорний пішак · a5 чорний пішак · d5 чорний пішак · e5 чорний кінь · g5 біла тура · b4 чорна тура · f4 білий ферзь · h4 білий король · a3 білий слон · c3 чорний пішак · d3 чорний пішак · f3 чорний пішак · h3 білий слон · a2 чорний кінь · f2 білий кінь | e8 чорна тура · g8 чорний слон · c7 біла тура · d7 чорний пішак · a6 білий кінь · d6 чорний король · f6 білий пішак · g6 чорний пішак · a5 чорний пішак · d5 чорний пішак · e5 чорний кінь · g5 біла тура · b4 чорна тура · f4 білий ферзь · h4 білий король · a3 білий слон · c3 чорний пішак · d3 чорний пішак · f3 чорний пішак · h3 білий слон · a2 чорний кінь · f2 білий кінь | 1 |
|   | a | b | c | d | e | f | g | h |   |

FEN: 4r1b1/2Rp4/N2k1Pp1/p2pn1R1/1r3Q1K/B1pp1p1B/n4N2/8
1. Qd4! ~ 2. Se4#
1. ... Sc4 2. Qc5#
1. ... Sg4 2. Qb6#
- — - — - — -
1. ... Sc6 2. Rd7#
1. ... Sf7 2. Rd5#
Два тематичних варіанти.

## Тема в кооперативному жанрі
|   | a | b | c | d | e | f | g | h |   |
| 8 | g7 чорна тура · d6 чорний ферзь · d5 чорний король · a4 чорний пішак · c4 чорний кінь · d4 білий пішак · e4 чорний слон · g4 біла тура · h4 чорна тура · g1 білий король · h1 білий слон | g7 чорна тура · d6 чорний ферзь · d5 чорний король · a4 чорний пішак · c4 чорний кінь · d4 білий пішак · e4 чорний слон · g4 біла тура · h4 чорна тура · g1 білий король · h1 білий слон | g7 чорна тура · d6 чорний ферзь · d5 чорний король · a4 чорний пішак · c4 чорний кінь · d4 білий пішак · e4 чорний слон · g4 біла тура · h4 чорна тура · g1 білий король · h1 білий слон | g7 чорна тура · d6 чорний ферзь · d5 чорний король · a4 чорний пішак · c4 чорний кінь · d4 білий пішак · e4 чорний слон · g4 біла тура · h4 чорна тура · g1 білий король · h1 білий слон | g7 чорна тура · d6 чорний ферзь · d5 чорний король · a4 чорний пішак · c4 чорний кінь · d4 білий пішак · e4 чорний слон · g4 біла тура · h4 чорна тура · g1 білий король · h1 білий слон | g7 чорна тура · d6 чорний ферзь · d5 чорний король · a4 чорний пішак · c4 чорний кінь · d4 білий пішак · e4 чорний слон · g4 біла тура · h4 чорна тура · g1 білий король · h1 білий слон | g7 чорна тура · d6 чорний ферзь · d5 чорний король · a4 чорний пішак · c4 чорний кінь · d4 білий пішак · e4 чорний слон · g4 біла тура · h4 чорна тура · g1 білий король · h1 білий слон | g7 чорна тура · d6 чорний ферзь · d5 чорний король · a4 чорний пішак · c4 чорний кінь · d4 білий пішак · e4 чорний слон · g4 біла тура · h4 чорна тура · g1 білий король · h1 білий слон | 8 |
| 7 | g7 чорна тура · d6 чорний ферзь · d5 чорний король · a4 чорний пішак · c4 чорний кінь · d4 білий пішак · e4 чорний слон · g4 біла тура · h4 чорна тура · g1 білий король · h1 білий слон | g7 чорна тура · d6 чорний ферзь · d5 чорний король · a4 чорний пішак · c4 чорний кінь · d4 білий пішак · e4 чорний слон · g4 біла тура · h4 чорна тура · g1 білий король · h1 білий слон | g7 чорна тура · d6 чорний ферзь · d5 чорний король · a4 чорний пішак · c4 чорний кінь · d4 білий пішак · e4 чорний слон · g4 біла тура · h4 чорна тура · g1 білий король · h1 білий слон | g7 чорна тура · d6 чорний ферзь · d5 чорний король · a4 чорний пішак · c4 чорний кінь · d4 білий пішак · e4 чорний слон · g4 біла тура · h4 чорна тура · g1 білий король · h1 білий слон | g7 чорна тура · d6 чорний ферзь · d5 чорний король · a4 чорний пішак · c4 чорний кінь · d4 білий пішак · e4 чорний слон · g4 біла тура · h4 чорна тура · g1 білий король · h1 білий слон | g7 чорна тура · d6 чорний ферзь · d5 чорний король · a4 чорний пішак · c4 чорний кінь · d4 білий пішак · e4 чорний слон · g4 біла тура · h4 чорна тура · g1 білий король · h1 білий слон | g7 чорна тура · d6 чорний ферзь · d5 чорний король · a4 чорний пішак · c4 чорний кінь · d4 білий пішак · e4 чорний слон · g4 біла тура · h4 чорна тура · g1 білий король · h1 білий слон | g7 чорна тура · d6 чорний ферзь · d5 чорний король · a4 чорний пішак · c4 чорний кінь · d4 білий пішак · e4 чорний слон · g4 біла тура · h4 чорна тура · g1 білий король · h1 білий слон | 7 |
| 6 | g7 чорна тура · d6 чорний ферзь · d5 чорний король · a4 чорний пішак · c4 чорний кінь · d4 білий пішак · e4 чорний слон · g4 біла тура · h4 чорна тура · g1 білий король · h1 білий слон | g7 чорна тура · d6 чорний ферзь · d5 чорний король · a4 чорний пішак · c4 чорний кінь · d4 білий пішак · e4 чорний слон · g4 біла тура · h4 чорна тура · g1 білий король · h1 білий слон | g7 чорна тура · d6 чорний ферзь · d5 чорний король · a4 чорний пішак · c4 чорний кінь · d4 білий пішак · e4 чорний слон · g4 біла тура · h4 чорна тура · g1 білий король · h1 білий слон | g7 чорна тура · d6 чорний ферзь · d5 чорний король · a4 чорний пішак · c4 чорний кінь · d4 білий пішак · e4 чорний слон · g4 біла тура · h4 чорна тура · g1 білий король · h1 білий слон | g7 чорна тура · d6 чорний ферзь · d5 чорний король · a4 чорний пішак · c4 чорний кінь · d4 білий пішак · e4 чорний слон · g4 біла тура · h4 чорна тура · g1 білий король · h1 білий слон | g7 чорна тура · d6 чорний ферзь · d5 чорний король · a4 чорний пішак · c4 чорний кінь · d4 білий пішак · e4 чорний слон · g4 біла тура · h4 чорна тура · g1 білий король · h1 білий слон | g7 чорна тура · d6 чорний ферзь · d5 чорний король · a4 чорний пішак · c4 чорний кінь · d4 білий пішак · e4 чорний слон · g4 біла тура · h4 чорна тура · g1 білий король · h1 білий слон | g7 чорна тура · d6 чорний ферзь · d5 чорний король · a4 чорний пішак · c4 чорний кінь · d4 білий пішак · e4 чорний слон · g4 біла тура · h4 чорна тура · g1 білий король · h1 білий слон | 6 |
| 5 | g7 чорна тура · d6 чорний ферзь · d5 чорний король · a4 чорний пішак · c4 чорний кінь · d4 білий пішак · e4 чорний слон · g4 біла тура · h4 чорна тура · g1 білий король · h1 білий слон | g7 чорна тура · d6 чорний ферзь · d5 чорний король · a4 чорний пішак · c4 чорний кінь · d4 білий пішак · e4 чорний слон · g4 біла тура · h4 чорна тура · g1 білий король · h1 білий слон | g7 чорна тура · d6 чорний ферзь · d5 чорний король · a4 чорний пішак · c4 чорний кінь · d4 білий пішак · e4 чорний слон · g4 біла тура · h4 чорна тура · g1 білий король · h1 білий слон | g7 чорна тура · d6 чорний ферзь · d5 чорний король · a4 чорний пішак · c4 чорний кінь · d4 білий пішак · e4 чорний слон · g4 біла тура · h4 чорна тура · g1 білий король · h1 білий слон | g7 чорна тура · d6 чорний ферзь · d5 чорний король · a4 чорний пішак · c4 чорний кінь · d4 білий пішак · e4 чорний слон · g4 біла тура · h4 чорна тура · g1 білий король · h1 білий слон | g7 чорна тура · d6 чорний ферзь · d5 чорний король · a4 чорний пішак · c4 чорний кінь · d4 білий пішак · e4 чорний слон · g4 біла тура · h4 чорна тура · g1 білий король · h1 білий слон | g7 чорна тура · d6 чорний ферзь · d5 чорний король · a4 чорний пішак · c4 чорний кінь · d4 білий пішак · e4 чорний слон · g4 біла тура · h4 чорна тура · g1 білий король · h1 білий слон | g7 чорна тура · d6 чорний ферзь · d5 чорний король · a4 чорний пішак · c4 чорний кінь · d4 білий пішак · e4 чорний слон · g4 біла тура · h4 чорна тура · g1 білий король · h1 білий слон | 5 |
| 4 | g7 чорна тура · d6 чорний ферзь · d5 чорний король · a4 чорний пішак · c4 чорний кінь · d4 білий пішак · e4 чорний слон · g4 біла тура · h4 чорна тура · g1 білий король · h1 білий слон | g7 чорна тура · d6 чорний ферзь · d5 чорний король · a4 чорний пішак · c4 чорний кінь · d4 білий пішак · e4 чорний слон · g4 біла тура · h4 чорна тура · g1 білий король · h1 білий слон | g7 чорна тура · d6 чорний ферзь · d5 чорний король · a4 чорний пішак · c4 чорний кінь · d4 білий пішак · e4 чорний слон · g4 біла тура · h4 чорна тура · g1 білий король · h1 білий слон | g7 чорна тура · d6 чорний ферзь · d5 чорний король · a4 чорний пішак · c4 чорний кінь · d4 білий пішак · e4 чорний слон · g4 біла тура · h4 чорна тура · g1 білий король · h1 білий слон | g7 чорна тура · d6 чорний ферзь · d5 чорний король · a4 чорний пішак · c4 чорний кінь · d4 білий пішак · e4 чорний слон · g4 біла тура · h4 чорна тура · g1 білий король · h1 білий слон | g7 чорна тура · d6 чорний ферзь · d5 чорний король · a4 чорний пішак · c4 чорний кінь · d4 білий пішак · e4 чорний слон · g4 біла тура · h4 чорна тура · g1 білий король · h1 білий слон | g7 чорна тура · d6 чорний ферзь · d5 чорний король · a4 чорний пішак · c4 чорний кінь · d4 білий пішак · e4 чорний слон · g4 біла тура · h4 чорна тура · g1 білий король · h1 білий слон | g7 чорна тура · d6 чорний ферзь · d5 чорний король · a4 чорний пішак · c4 чорний кінь · d4 білий пішак · e4 чорний слон · g4 біла тура · h4 чорна тура · g1 білий король · h1 білий слон | 4 |
| 3 | g7 чорна тура · d6 чорний ферзь · d5 чорний король · a4 чорний пішак · c4 чорний кінь · d4 білий пішак · e4 чорний слон · g4 біла тура · h4 чорна тура · g1 білий король · h1 білий слон | g7 чорна тура · d6 чорний ферзь · d5 чорний король · a4 чорний пішак · c4 чорний кінь · d4 білий пішак · e4 чорний слон · g4 біла тура · h4 чорна тура · g1 білий король · h1 білий слон | g7 чорна тура · d6 чорний ферзь · d5 чорний король · a4 чорний пішак · c4 чорний кінь · d4 білий пішак · e4 чорний слон · g4 біла тура · h4 чорна тура · g1 білий король · h1 білий слон | g7 чорна тура · d6 чорний ферзь · d5 чорний король · a4 чорний пішак · c4 чорний кінь · d4 білий пішак · e4 чорний слон · g4 біла тура · h4 чорна тура · g1 білий король · h1 білий слон | g7 чорна тура · d6 чорний ферзь · d5 чорний король · a4 чорний пішак · c4 чорний кінь · d4 білий пішак · e4 чорний слон · g4 біла тура · h4 чорна тура · g1 білий король · h1 білий слон | g7 чорна тура · d6 чорний ферзь · d5 чорний король · a4 чорний пішак · c4 чорний кінь · d4 білий пішак · e4 чорний слон · g4 біла тура · h4 чорна тура · g1 білий король · h1 білий слон | g7 чорна тура · d6 чорний ферзь · d5 чорний король · a4 чорний пішак · c4 чорний кінь · d4 білий пішак · e4 чорний слон · g4 біла тура · h4 чорна тура · g1 білий король · h1 білий слон | g7 чорна тура · d6 чорний ферзь · d5 чорний король · a4 чорний пішак · c4 чорний кінь · d4 білий пішак · e4 чорний слон · g4 біла тура · h4 чорна тура · g1 білий король · h1 білий слон | 3 |
| 2 | g7 чорна тура · d6 чорний ферзь · d5 чорний король · a4 чорний пішак · c4 чорний кінь · d4 білий пішак · e4 чорний слон · g4 біла тура · h4 чорна тура · g1 білий король · h1 білий слон | g7 чорна тура · d6 чорний ферзь · d5 чорний король · a4 чорний пішак · c4 чорний кінь · d4 білий пішак · e4 чорний слон · g4 біла тура · h4 чорна тура · g1 білий король · h1 білий слон | g7 чорна тура · d6 чорний ферзь · d5 чорний король · a4 чорний пішак · c4 чорний кінь · d4 білий пішак · e4 чорний слон · g4 біла тура · h4 чорна тура · g1 білий король · h1 білий слон | g7 чорна тура · d6 чорний ферзь · d5 чорний король · a4 чорний пішак · c4 чорний кінь · d4 білий пішак · e4 чорний слон · g4 біла тура · h4 чорна тура · g1 білий король · h1 білий слон | g7 чорна тура · d6 чорний ферзь · d5 чорний король · a4 чорний пішак · c4 чорний кінь · d4 білий пішак · e4 чорний слон · g4 біла тура · h4 чорна тура · g1 білий король · h1 білий слон | g7 чорна тура · d6 чорний ферзь · d5 чорний король · a4 чорний пішак · c4 чорний кінь · d4 білий пішак · e4 чорний слон · g4 біла тура · h4 чорна тура · g1 білий король · h1 білий слон | g7 чорна тура · d6 чорний ферзь · d5 чорний король · a4 чорний пішак · c4 чорний кінь · d4 білий пішак · e4 чорний слон · g4 біла тура · h4 чорна тура · g1 білий король · h1 білий слон | g7 чорна тура · d6 чорний ферзь · d5 чорний король · a4 чорний пішак · c4 чорний кінь · d4 білий пішак · e4 чорний слон · g4 біла тура · h4 чорна тура · g1 білий король · h1 білий слон | 2 |
| 1 | g7 чорна тура · d6 чорний ферзь · d5 чорний король · a4 чорний пішак · c4 чорний кінь · d4 білий пішак · e4 чорний слон · g4 біла тура · h4 чорна тура · g1 білий король · h1 білий слон | g7 чорна тура · d6 чорний ферзь · d5 чорний король · a4 чорний пішак · c4 чорний кінь · d4 білий пішак · e4 чорний слон · g4 біла тура · h4 чорна тура · g1 білий король · h1 білий слон | g7 чорна тура · d6 чорний ферзь · d5 чорний король · a4 чорний пішак · c4 чорний кінь · d4 білий пішак · e4 чорний слон · g4 біла тура · h4 чорна тура · g1 білий король · h1 білий слон | g7 чорна тура · d6 чорний ферзь · d5 чорний король · a4 чорний пішак · c4 чорний кінь · d4 білий пішак · e4 чорний слон · g4 біла тура · h4 чорна тура · g1 білий король · h1 білий слон | g7 чорна тура · d6 чорний ферзь · d5 чорний король · a4 чорний пішак · c4 чорний кінь · d4 білий пішак · e4 чорний слон · g4 біла тура · h4 чорна тура · g1 білий король · h1 білий слон | g7 чорна тура · d6 чорний ферзь · d5 чорний король · a4 чорний пішак · c4 чорний кінь · d4 білий пішак · e4 чорний слон · g4 біла тура · h4 чорна тура · g1 білий король · h1 білий слон | g7 чорна тура · d6 чорний ферзь · d5 чорний король · a4 чорний пішак · c4 чорний кінь · d4 білий пішак · e4 чорний слон · g4 біла тура · h4 чорна тура · g1 білий король · h1 білий слон | g7 чорна тура · d6 чорний ферзь · d5 чорний король · a4 чорний пішак · c4 чорний кінь · d4 білий пішак · e4 чорний слон · g4 біла тура · h4 чорна тура · g1 білий король · h1 білий слон | 1 |
|   | a | b | c | d | e | f | g | h |   |

FEN: 8/6r1/3q4/3k4/p1nPb1Rr/8/8/6KB
b) c4 → d7

a) 1. Bg2! Re4! 2. Bh3+ Bg2 3. Be6 Rg4#
b) 1. Qe7! Rg2! 2. Bg6 Rc2+ 3. Kd6 Rc6#